# Алжиро-южносуданские отношения
Алжиро-южносуданские отношения — двусторонние дипломатические отношения между Алжиром и Южным Суданом. 

## История
До провозглашения независимости Южного Судана, Алжир поддерживал официальные отношения с Суданом. Однако, учитывая поддержку Суданом исламистов во время гражданской войны в 1990-х годах, Алжир не доверял этой стране и поэтому тайно поддерживал повстанцев Южного Судана и Дарфура в ответ на поддержку президентом Омаром аль-Баширом Вооружённой исламской группы. Поддержка помогла движению за независимость Южного Судана, особенно на лидеров Народной армии освобождения, таких как Джон Гаранг, на продолжение борьбы против суданского правительства.
В 2011 году Алжир признал независимость Южного Судана от Судана. Алжир выражал глубокую обеспокоенность гражданской войной в Южном Судане и высказал готовность к посредничеству между двумя враждующими группами в рамках мирного плана Африканского союза. Алжир также поддержал миротворческую миссию Японии в Южном Судане.

## Дипломатические представительства
В настоящее время государства не открывали дипломатические представительства в столицах друг друга.